# 全国高等学校野球選手権山陰大会
山陰大会（さんいんたいかい）は、1915年（第1回）から1947年（第29回）まで行われていた、全国中等学校優勝野球大会の地方大会および1975年（第57回）から1977年（第59回）まで行われていた、全国高等学校野球選手権大会の地方大会。いずれも鳥取県と島根県を対象とする地方大会だった。

## 概要・歴史

### 第1回大会から第29回大会
明治の終わり頃から山陰地方では当時の松江中校長が発起人となって山陰野球大会が行われていた。しかし、観客の野次がひどく、1913年に行われた米子中と松江中の試合では、米子中を応援する群衆らが松江中の選手に対して投石した上、さらに試合を引き上げて駅へ向かう松江中の監督・選手らを尾行して凌辱を加えるという事件が発生し、島根県では鳥取県の学校との試合が禁止され、山陰野球大会も行われなくなっていた。
そこで両県の野球関係者は、全国中等学校優勝野球大会の主催者である大阪朝日新聞社（大朝）に対して、県予選方式を採用し、両県予選勝者による決勝については、地元で行うことが禁止されているため、全国大会の会場である大阪府の豊中グラウンドで行いたいと希望し、大朝はこれを了承、さらには大朝山陰通信部が山陰大会の後援者となり、豊中グラウンドで第1回山陰大会決勝が行われた。
1941年（第27回）は県レベルの大会となったため、山陰大会は行われていない。
この時代の山陰大会は鳥取県勢の優勝20回、島根県勢の優勝8回だった。

### 東中国大会・西中国大会
中等学校時代の中国地方は山陰大会と山陽大会（岡山県・広島県・山口県）という編成だったが、全国高等学校野球選手権大会と改称された1948年（第30回）から東中国大会（岡山県・鳥取県・島根県）と西中国大会（広島県・山口県）に再編され、山陰大会は一旦消滅した。
1959年（第41回）から広島県の単独代表が認められたことを受けて、島根県が西中国大会へ編成替えとなり、東中国大会（岡山県・鳥取県）と西中国大会（島根県・山口県）に再編された。
鳥取県勢は東中国大会23回のうち優勝8回、島根県勢は東中国大会10回のうち優勝1回・西中国大会13回のうち優勝5回と、どちらも苦戦を強いられた。

### 第57回大会から第59回大会
1975年（第57回）から岡山県と山口県の単独代表がそれぞれ認められたことを受けて、山陰大会（鳥取県・島根県）が復活することとなった。
この時代の山陰大会は鳥取県勢の優勝なし、島根県勢の優勝3回だった。
記念大会に限られていた一県一代表制が1979年（第61回）から毎年となったため、山陰大会は1977年（第59回）で最後となった。

## 大会結果

### 全国中等学校優勝野球山陰大会
| 大会（年度）     | 優勝校（代表校） | 決勝スコア | 準優勝校         |
| ---------------- | ---------------- | ---------- | ---------------- |
| 第1回（1915年）  | 鳥取中（鳥取）   | 5 - 2      | 杵築中（島根）   |
| 第2回（1916年）  | 鳥取中（鳥取）   | 13 - 1     | 米子中（鳥取）   |
| 第3回（1917年）  | 杵築中（島根）   | 3 - 2      | 松江中（島根）   |
| 第4回（1918年）  | 鳥取中（鳥取）   | 11 - 2     | 島根商（島根）   |
| 第5回（1919年）  | 鳥取中（鳥取）   | 3 - 1      | 米子中（鳥取）   |
| 第6回（1920年）  | 鳥取中（鳥取）   | 4 - 0      | 杵築中（島根）   |
| 第7回（1921年）  | 杵築中（島根）   | 11 - 6     | 米子中（鳥取）   |
| 第8回（1922年）  | 島根商（島根）   | 4 - 3      | 鳥取中（鳥取）   |
| 第9回（1923年）  | 松江中（島根）   | 2 - 1      | 米子中（鳥取）   |
| 第10回（1924年） | 鳥取一中（鳥取） | 15 - 4     | 島根商（島根）   |
| 第11回（1925年） | 米子中（鳥取）   | 6 - 4      | 松江中（島根）   |
| 第12回（1926年） | 鳥取一中（鳥取） | 11 - 3     | 島根商（島根）   |
| 第13回（1927年） | 鳥取一中（鳥取） | 4 - 0      | 島根商（島根）   |
| 第14回（1928年） | 鳥取一中（鳥取） | 6 - 0      | 大社中（島根）   |
| 第15回（1929年） | 鳥取一中（鳥取） | 5 - 0      | 大社中（島根）   |
| 第16回（1930年） | 米子中（鳥取）   | 8 - 6      | 鳥取一中（鳥取） |
| 第17回（1931年） | 大社中（島根）   | 10 - 6     | 倉吉中（鳥取）   |
| 第18回（1932年） | 米子中（鳥取）   | 8 - 6      | 鳥取一中（鳥取） |
| 第19回（1933年） | 鳥取一中（鳥取） | 15 - 4     | 松江中（島根）   |
| 第20回（1934年） | 鳥取一中（鳥取） | 2 - 0      | 米子中（鳥取）   |
| 第21回（1935年） | 米子中（鳥取）   | 12 - 5     | 鳥取一中（鳥取） |
| 第22回（1936年） | 鳥取一中（鳥取） | 7 - 0      | 米子中（鳥取）   |
| 第23回（1937年） | 大田中（島根）   | 4 - 3      | 浜田中（島根）   |
| 第24回（1938年） | 鳥取一中（鳥取） | 3 - 0      | 大社中（島根）   |
| 第25回（1939年） | 米子中（鳥取）   | 18 - 5     | 鳥取一中（鳥取） |
| 第26回（1940年） | 松江商（島根）   | 5 - 0      | 大社中（島根）   |
| 第28回（1946年） | 松江中（島根）   | 10 - 2     | 鳥取一中（鳥取） |
| 第29回（1947年） | 鳥取一中（鳥取） | 6 - 1      | 境中（鳥取）     |

### 全国高等学校野球選手権山陰大会
| 大会（年度）     | 優勝校（代表校） | 決勝スコア | 準優勝校     |
| ---------------- | ---------------- | ---------- | ------------ |
| 第57回（1975年） | 江の川（島根）   | 5 - 1      | 大社（島根） |
| 第58回（1976年） | 浜田（島根）     | 3 - 2      | 出雲（島根） |
| 第59回（1977年） | 浜田（島根）     | 7 - 2      | 境（鳥取）   |